# Kościół św. Marcina w Mochowie
Kościół Świętego Marcina w Mochowie – rzymskokatolicki kościół parafialny należący do dekanatu tłuchowskiego diecezji płockiej.
Jest to drewniana świątynia, wzniesiona w 1684 roku i ufundowana przez właściciela wsi, Marcina Mochowskiego. W 1780 roku kościół został przebudowany dzięki staraniom T. Żółtowskiego. W 1876 roku została wybudowana obecna elewacja frontowa z dwiema wieżami, a także została dobudowana kaplica boczna. Świątynia była remontowana w 1913 i 1968 oraz w latach osiemdziesiątych XX wieku.
Kościół składa się z trzech naw, posiada konstrukcję zrębową i nie jest orientowany. Prezbiterium jest mniejsze od nawy i zamknięte prostokątnie, przy nim z boku mieści się zakrystia. Wspomniana wyżej kaplica boczna, posiada kalenicę niższą od nawy głównej. Elewacja frontowa z dwiema wieżami ujmuje wgłębny portyk podparty dwoma filarami i zakończony trójkątnym frontonem.

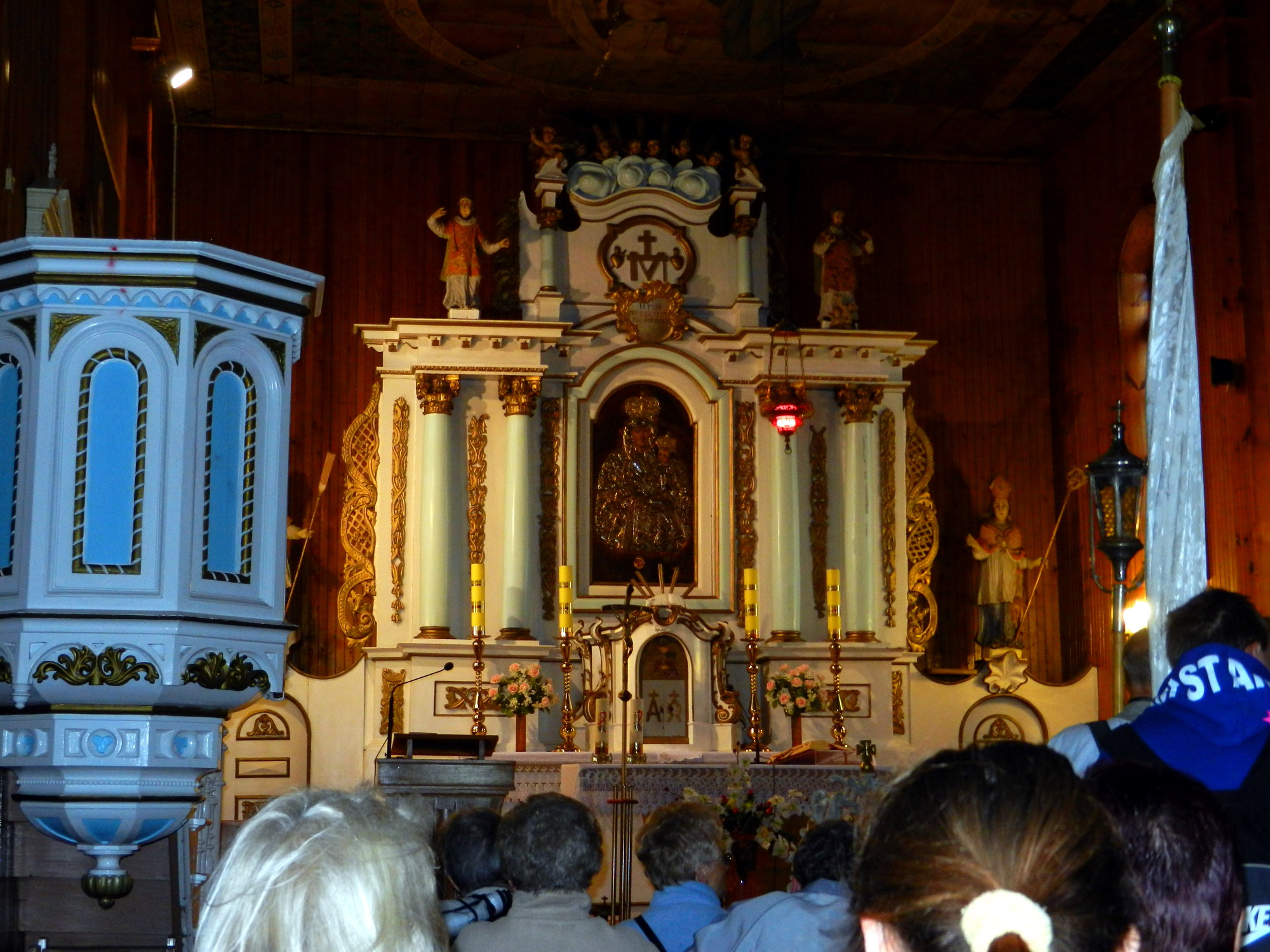
Ołtarz

We wnętrzu znajduje się płaski strop. ściany są ozdobione polichromią o tematyce figuralnej i roślinnej. Wnętrze jest podzielone na trzy części dwoma rzędami słupów, ustawionych po dwie sztuki. Chór muzyczny jest podparty dwoma słupami. Ołtarz główny, dwa ołtarze boczne, dwa konfesjonały oraz ławki pochodzą z połowy XVIII wieku i reprezentują styl barokowy.